# Leptospermum novae-angliae
Leptospermum novae-angliae är en myrtenväxtart som beskrevs av Joy Thomps.. Leptospermum novae-angliae ingår i släktet Leptospermum och familjen myrtenväxter. Inga underarter finns listade i Catalogue of Life.